# Ногейра-ду-Краву (Олівейра-де-Аземейш)
Ногейра-ду-Краву (порт. Nogueira do Cravo; МФА: [nu.ˈgɐj.ɾɐ du ˈkɾa.vu]) — парафія в Португалії, у муніципалітеті Олівейра-де-Аземейш. Розташована в західній частині країни, на теренах історичної португальської провінції Бейра. Входить до складу округу Авейру. За адміністративним поділом, чинним до 1976 року, терени парафії були складовою провінції Берегова Бейра. Належить до Авейрівської діоцезії Католицької церкви. Патрон — святий Христофор. Площа — 4,9009 км². Населення — 2795 ос. (2011). Середньо урбанізований регіон. Густота населення — 570,3 осіб/км²
. Код — 011308.

## Населення
| Кількість мешканців | Кількість мешканців | Кількість мешканців | Кількість мешканців | Кількість мешканців | Кількість мешканців | Кількість мешканців | Кількість мешканців | Кількість мешканців | Кількість мешканців | Кількість мешканців | Кількість мешканців | Кількість мешканців | Кількість мешканців | Кількість мешканців |
| ------------------- | ------------------- | ------------------- | ------------------- | ------------------- | ------------------- | ------------------- | ------------------- | ------------------- | ------------------- | ------------------- | ------------------- | ------------------- | ------------------- | ------------------- |
| 1864                | 1878                | 1890                | 1900                | 1911                | 1920                | 1930                | 1940                | 1950                | 1960                | 1970                | 1981                | 1991                | 2001                | 2011                |
| 479                 | 462                 | 498                 | 712                 | 802                 | 895                 | 957                 | 1.162               | 1.267               | 1.687               | 2.149               | 2.523               | 2.681               | 2.852               | 2.795               |